# Aedeagus

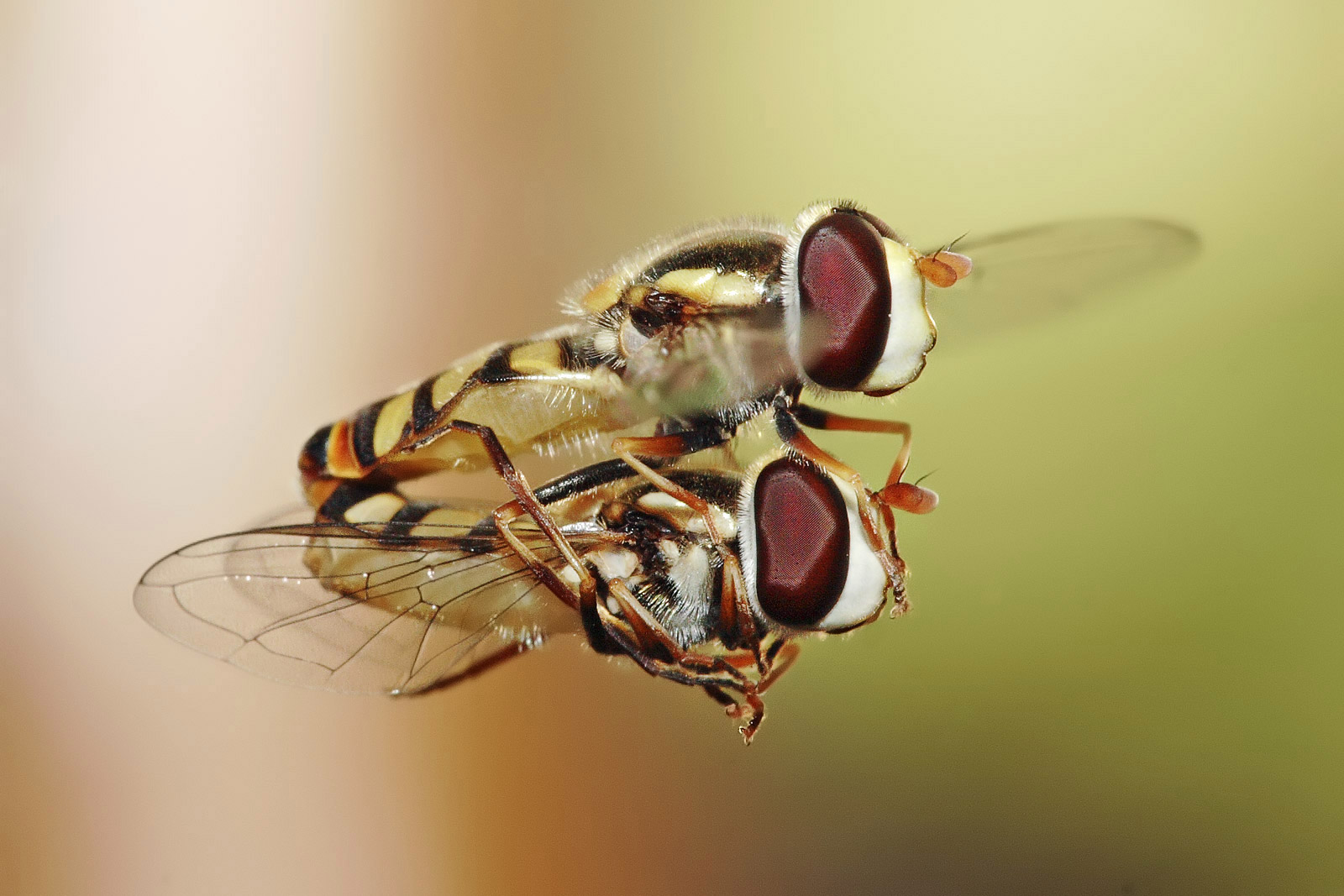
Abb. 1: Paarung zweier Schwebfliegen

Der Aedeagus oder Aedoeagus (Plural: Aedeagi, Aedoeagi) ist das spermaübertragende Organ (der Penis) männlicher Insekten.
Außer der Funktion der Spermaübertragung sind noch andere Funktionen des Aedeagus bekannt. So kann neben der Übertragung des eigenen Spermas bei einigen Insekten auch beobachtet werden, dass konkurrierender Samen aus früheren Begattungen des Weibchens durch andere Männchen durch den letzten Partner wenigstens teilweise entfernt wird.
Die Regel, dass bei Insekten die Form der Geschlechtsorgane innerhalb einer Art eine hohe Konstanz aufweist, sich aber zwischen verwandten Arten bei den Geschlechtsorganen größere Unterschiede zeigen als bei den anderen Teilen des Körperskeletts, bezieht sich auch auf den Aedeagus. So ermöglicht die Form des Aedeagus im Zusammenhang mit dem Bau der weiblichen Geschlechtsorgane ein Schloss-Schlüssel-Prinzip, welches die Wahrscheinlichkeit von Kopulationen zwischen verschiedenen Arten verringert. Es sind noch weitere Funktionen des Aedeagus möglich, so kann der Aedeagus eine Rolle bei der Auswahl eines Partners aus verschiedenen Männchen durch das Weibchen spielen, oder es werden neben dem Samen noch andere Stoffe übertragen.

## Bemerkungen zur Geschichte und Abgrenzung des Begriffes Aedeagus
Die männlichen Genitalien der Insekten sind extrem unterschiedlich gebaut. Die Beschreibungen der Genitalien, die innerhalb einzelner Insektenordnungen darauf abzielen und abzielten, die Arten gegeneinander abzugrenzen, haben dazu geführt, dass einerseits der gleiche Ausdruck in verschiedenen Insektenordnungen Verschiedenes bedeuten kann und andrerseits einander entsprechende Teile in verschiedenen Ordnungen möglicherweise verschieden bezeichnet werden. Selbst innerhalb einer Ordnung können verschiedene Autoren das gleiche Organteil verschieden benennen. Daraus resultiert ein großes nomenklatorisches Chaos (en.great nomenclatorical chaos). Dies zeigt sich auch beim Begriff Aedeagus.
Das Wort Aedeagus wird erstmals in einem Manuskript über die Familie der Flohkäfer von Foudras gebraucht. Das Manuskript wird erst nach dem Tod von Foudras 1859 im Folgejahr 1860 durch Mulsant veröffentlicht. In dem Manuskript wird der Begriff Aedeagus lediglich im Vorwort durch seine Lage im Hinterleib der Käfer definiert sowie die Präparation des Aedeagus beschrieben und die Bedeutung seines Feinbaus für die Artbestimmungen erklärt. Bei den Artbeschreibungen wird dann die Form des Aedeagus zur Abgrenzung der Arten gegeneinander hinzugezogen.
Im Entomologischen Wörterbuch von Kéler wird unter dem Stichwort Aedoeagus außer der Quelle Foudras 1859 als zweite Quelle eine Mitteilung von Peytoureau von 1894 über die Anatomie und Entwicklung der Panzerung (fr. armure, gemeint sind die verschiedenen sklerotisierten Teile) der Geschlechtsorgane männlicher Schmetterlinge angegeben. In dieser Mitteilung wird aber der Begriff Aedeagus nicht benutzt, sondern an seiner Stelle das Wort Penis. Auch das im Folgejahr 1895 erscheinende Buch von Peytoureau über die Genitalien bei Insekten, in dem er 158 Veröffentlichungen zu den Genitalien von Gliedertieren kurz kommentiert und Genitalien aus mehreren Insektenordnungen beschreibt, enthält den Begriff (in der Schreibweise Oedagus) nur ein einziges Mal, nämlich bei den Wanzen. Der Begriff wird dort als Penis im engeren (eigentlichen) Sinn erklärt (frz. pénis proprement dit, als Teil des zweiteiligen Penis).
Sharp definiert 1890 für Wanzen den Oedeagus als den Teil der äußeren männlichen Geschlechtsorgane, durch den der Ejakulationskanal und die damit verbundenen Membranen verlaufen. Sharp und Muir führen den Begriff 1912 – wieder in der Schreibweise Aedeagus – auf Foudras zurück, geben die Etymologie des Wortes an und definieren für Käfer als Aedeagus das Organ, welches zusammengesetzt ist aus dem von älteren Autoren als Penis bezeichneten median lobe (en. mittlerer Lappen) mit der Mündung des Ejakulationskanals und dem Tegmen, welches sich seinerseits wieder aus dem basalen Teil (Phallobasis) und den zwei seitlichen Teilen (Parameren) zusammensetzt und nach Meinung der Autoren keinesfalls mit dem Begriff Penis belegt werden kann.

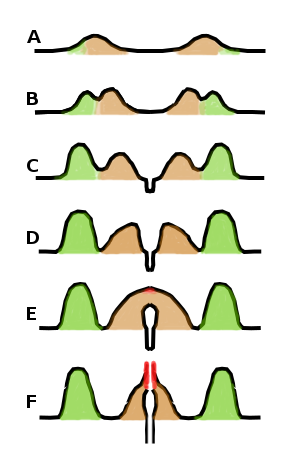
Abb. 2: Entwicklung des Aedeagus aus zwei paarigen Anlagen nach Snodgrass, Querschnitt; grün: Parameren, rot: Aedeagus

Snodgrass beschränkt 1912 den Begriff Aedeagus in zweifacher Hinsicht. Einerseits hält er ihn nur für die höheren Ordnungen der Insekten angebracht, bei denen der Aedeagus durch das Zusammenwachsen zweier paariger Organanlagen entsteht (Abb. 2). Bei den einfacheren Insekten benutzt Snodgras für das funktionell gleiche Organ das Wort Penis. Zum anderen bezeichnet er als Aedeagus nur den Teil des Kopulationsorganes, der aus dem distalen Teil der unpaaren Organanlage entsteht, er rechnet also die Phallobasis und die Parameren nicht zum Aedeagus. Mit dieser Definition löst Snodgrass den Begriff Aedeagus von einzelnen Insektenordnungen und macht ihn für alle Insekten verfügbar. In der Folge untersucht er, welche Insektenordnungen nach dem damaligen Kenntnisstand – es muss ja die Entwicklung der Geschlechtsorgane bekannt gewesen sein – einen Aedeagus besitzen und welche nicht.
Kristensen definiert bei Schmetterlingen den Aedeagus im morphologischen Sinn als sklerotisierten Abschnitt der phallischen Röhre, der von einer ebenfalls röhrenförmigen Phallobasis entspringt (a sclerotized part of the phallic tube distad from a similary tubular phallobase). Er bemerkt, dass das bei Schmetterlingen traditionell als Aedeagus bezeichnete Organ dieser Definition im Allgemeinen nicht entspricht, und dieses Bauprinzip höchstens in der Familie Agathiphagidae verwirklicht ist.
Laut Kéler ist der Aedoeagus der Hauptteil des männlichen Begattungsgliedes, ein schlauchförmiges vom Ductus ejaculatorius durchbohrtes Organ mit der Geschlechtsöffnung an der Spitze. In ihm liegt meist ein bei der Erektion ausstülpbares Organ, der Präputialsack. Der Aedoeagus bildet den distalen Teil des Phallus, wenn eine Phallobase (als Stichwort in der Schreibweise Phallobasis) ausgebildet ist.
Der Begriff Aedeagus wird aktuell auch für Milben benutzt, die ja nicht zu den Insekten gehören.

### Bemerkung zu den Abbildungen
Die Abbildungen von Aedeagi, die man im Netz auch unter Fachliteratur findet, sind nicht einheitlich orientiert. Bei Seitenansichten ist das Körperende gewöhnlich rechts abgebildet, bei der Sicht von oben oder unten (ventral oder dorsal), kann das Körperende jedoch im Bild oben oder unten liegen. In diesem Artikel sind die Bilder immer so gedreht, dass bei Dorsal- und Ventralansicht das Körperende oben, der Kopf unten zu denken sind.

## Etymologie
Die etymologisch korrekte Schreibweise ist Aedoeagus, denn der erste Wortteil ist von altgr. η αιδώς (aidos) oder το αιδοίον (aidoion), Mehrzahl τα αιδοία (aidoia) für Scham, Scheu, Schamglied beziehungsweise αιδοίως (aidoios) für schamhaft abgeleitet. Der zweite Wortteil ist zurückzuführen auf altgr. άγειν (agein) für führen, leiten. Die ältere Schreibweise ist jedoch Aedeagus.
Das Wort Phallus kommt vom altgr. φάλλος (phallos) für Pfahl, hergeleitet von der Holzstange, die den Prozessionen anlässlich der Dionysien vorausgetragen wurde, und an der das Bild eines Penis befestigt war.
Penis (Mehrzahl Penes) ist das lateinische Wort für altgr. πέον (peon), das männliche Glied.

## Der Aedeagus als Teil des männlichen Geschlechtsorgansystems

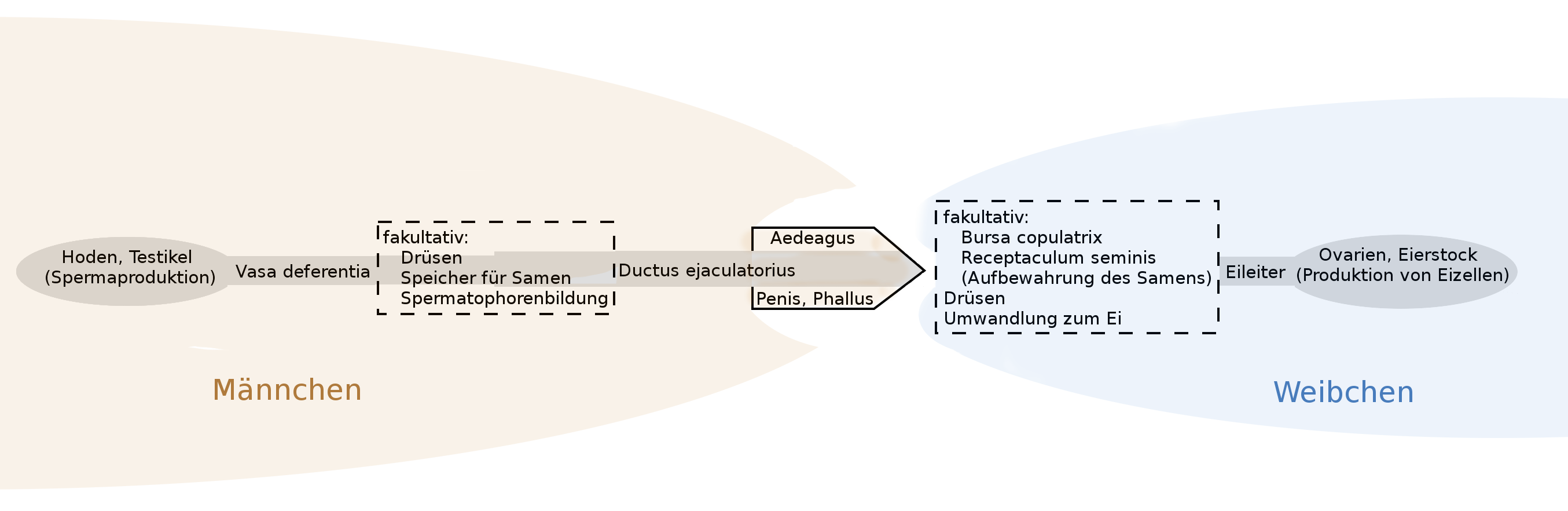
Abb. 3: Schema zum Spermatransport bei der Begattung höherer Insekten

Der Aedeagus ist Teil der männlichen Geschlechtsorgane, der ferner aus paarigen Hoden und herabführenden Gefäßen (Vasa deferentia) besteht. Der daran anschließende Ausspritzungskanal (Ductus ejaculatorius) kann paarig oder unpaarig sein und mündet meist auf dem 9. Abdominalsegment. Zusätzlich sind vielfach noch Anhangdrüsen vorhanden, die Samenflüssigkeit oder gegebenenfalls Samenpakete, sogenannte Spermatophoren, produzieren.
Durch den sklerotisierten Teil des Aedeagus wird während der Begattung das Sperma aus den Hoden in die weibliche Spermakammer (Bursa copulatrix) oder eine Samentasche (Receptaculum seminis), die der Aufbewahrung der Spermien dient, übertragen. Das Sperma wird direkt oder in Form von Samenpaketen (Spermatophoren) übertragen. Bei einigen wenigen Arten wie den Steinfliegen (Plecoptera) oder Tarsenspinnern (Embioptera) fehlt der Aedeagus.
Zum System der Geschlechtsorgane gehören auch die entsprechenden Muskeln, Nerven und Skelettelemente. Für Bestimmungszwecke beschränkt man sich in der Regel auf die sklerotisierten Teile.

## Entwicklung des Aedoeagus
Bei allen Insekten verlaufen die ersten Entwicklungsschritte des äußeren männlichen Sexualorgans während der Ontogenese sehr ähnlich, was einheitliche Benennungen ermöglicht. Bei den Larven bilden sich über den Endampullen der noch paarig angelegten Samenleiter (Vasa deferentia) auf der Außenhaut je ein primary phallic lobe (Abb. 2 A, en. wörtlich primärer phallischer Lobus, die Anlage des Phalluskomplexes in Form eines kleinen flachen Hügels; frz. bourgon, Knospe oder mamelon, Brustwarze, Nippel).
Bei allen Insekten außer Fischchen und Eintagsfliegen teilen sich diese beiden Zellhaufen in zwei Teile, die Phallomeren genannt werden (von Phallus und μέρος (meros), Teil, Abb. 2 B). Die Phallomeren bilden somit zwei mal zwei sekundäre Phallushügel (en. secondary phallic lobes). Bei den Heuschrecken (Orthoptera) bilden sich aus den vier Phallomeren verschiedene Organe, die Funktionen im Zusammenhang mit der Begattung übernehmen. Auch bei den Schaben verläuft die weitere Entwicklung der Phallomeren außergewöhnlich.
Liegen die vier Phallomeren nebeneinander, so heißen die einander zugewandten Phallomeren Endomeren (Abb. 2 braun), die nach außen liegenden sekundären Hügel heißen Parameren (Abb. 2 grün). Bei den höheren Insektenordnungen verwachsen die Endomeren miteinander. Zwischen den Endomeren bildet sich eine Einstülpung (Teil des zukünftigen Ductus ejaculatorius, Samenleiters, Abb. 2 C, D). Diese bricht später zu den beiden Endampullen der Vasa deferentia durch. Wenn die Endomeren miteinander verwachsen, entwickelt sich aus dem distalen Teil der Aedeagus (im Sinn von Snodgrass, Abb. 2 F rot). Die ersten Entwicklungsschritte der äußeren Sexualorgane widersprechen älteren Annahmen, wonach die Teile der äußeren Sexualorgane sich von Gliedmaßen bei Vorläufern der Insekten ableiten.

## Beispiele

### Eintagsfliegen
| |  |
| Abb. 4: Ausschnitt des Hinterleibs ♂ der Eintagsfliege Ephemera strigata, Pfeilspitzen, schwarz: rechter Penis, braun: linker Stylus, blau: Cerci |  |
| Abb. 5: 9. Hinterleibssternit der Libelle Aeshna juncea ♂                                                                                         |  |

Bei den Eintagsfliegen münden die Vasa deferentia nicht in einen gemeinsamen Ausführungskanal. Die beiden Anlagen für die äußeren Geschlechtsorgane verwachsen nicht miteinander, sondern aus jeder Anlage entwickelt sich ein Penis (Abb. 4). Ein Aedoeagus existiert also nicht.

### Fischchen
Bei den Fischchen und den Felsenspringern teilen sich die beiden Anlagen nicht, aber sie verwachsen zu einem kurzen gemeinsamen Ausführungskanal. Diesen kann man jedoch im strengen Sinn weder als Aedeagus noch als Penis bezeichnen, da über ihn lediglich der Samen nach außen gelangt, aber nicht in das Weibchen eingeführt, sondern auf ein Substrat abgesetzt wird.

### Libellen
Bei den Libellen sind bei den Männchen die primären äußeren Geschlechtsorgane stark reduziert. Die beiden Samenleiter münden gemeinsam im 9. Hinterleibssternit nach außen. Die Mündung ist mit einer Klappe verschlossen (Abb. 5). Ein Übertragungsorgan fehlt. Sekundär angelegt findet man an den ersten Hinterleibsabschnitten eine Samentasche und ein Organ mit Penisfunktion. Das Männchen überträgt zuerst durch Krümmen des Hinterleibs den Samen von der Klappe in die Samentasche. Dann verankert das Weibchen seine Geschlechtsöffnung über den sekundären Geschlechtsorganen des Männchens und der Samen wird ins Weibchen transportiert.

### Ohrwürmer

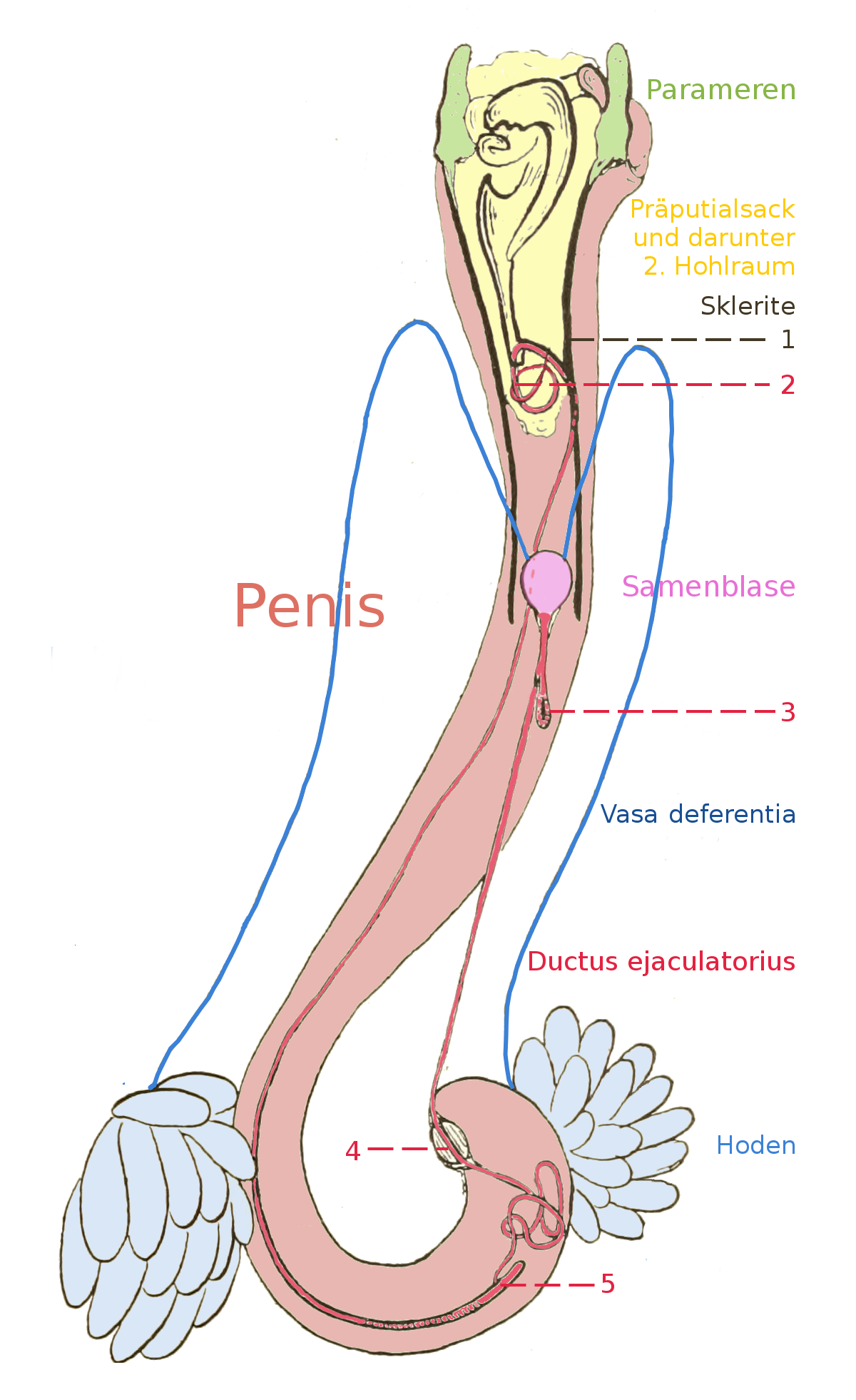
Abb. 6: Zeichnung des Genitalapparats des Ohrwurms Arixenia jacobsoni ♂, dorsal, koloriert; ein Hoden (blassblau) liegt dorsal, der andere ventral vom Penis (blassrot). Die dünnen Vasa deferentia (dunkelblau) münden dorsal vom Penis in die Samenblase (pink). Von dort läuft der Ductus ejaculatorius (D.e., rot) zur Basis des Penis. Kurz hinter der Samenblase zweigt das Rudiment eines zweiten D.e. ab (rot 3). Beim Eintritt in den Penis passiert der D.e. ein Vesikel mit kräftiger Muskulatur (rot 4). Nach einigen Windungen tritt der D.e. in einen sklerotisierten Abschnitt ein (rot 5). Dieser Abschnitt verbindet sich mit dem Eingang zum Präputialsack (gelb), der D.e. mündet jedoch (rot 2) in einen darunter liegenden 2. Hohlraum, vermutlich Rudiment eines zweiten Präputialsacks (ebenfalls gelb). Die Parameren (grün) sind gelenkig mit je einem Sklerit (schwarz 1) verbunden. Weitere Sklerite befinden sich am Präputialsack; Abbildung und Beschriftung nach Burr/Jordan

Innerhalb der Ohrwürmer (Dermaptera) kann man verschiedene Übergänge zur Vereinigung der Endomeren zu einem Organ beobachten. Dies drückt sich dadurch aus, dass die Männchen einiger Familien einen Penis, die Männchen anderer Familien zwei Penes besitzen. Bei allen Arten entleeren sich entweder beide Vasa deferentia getrennt in eine gemeinsame kugelige Samenblase (en. seminal vesicle), in der der Samen gesammelt wird. Oder die Vasa deferentia vereinen sich schon früher und münden dann gemeinsam in die Samenblase.
In der Gattung Arixenia sind die oben genannten ersten Entwicklungsschritte der Phallomeren verwirklicht. Die Endomeren verwachsen und bilden ein nur sehr schwach sklerotisiertes Übertragungsorgan (Penis, in Abb. 6 blassrot). Die Parameren wandern an die Spitze des Penis und bilden dort auf jeder Seite eine schwach sklerotisierte Schale (in Abb. 6 gelbgrün). Bei Arixenia jacobsoni ist der Penis an der Basis in Aufsicht wie ein c gekrümmt, an der Spitze wird er dicker und im Querschnitt ist er rundlich. Die Dorsalwand des Penis wird durch Längsmuskulatur gebildet, die Ventralwand und die Seiten durch Quermuskulatur. Auf der Dorsalwand des Penis liegen längs zwei durch eine Membran verbundene sklerotisierte Spangen (Abb. 6 Nr. 1). Mit den distalen Enden dieser stabförmigen Sklerite ist je eine Paramere gelenkig verbunden. Zwischen den Parameren liegt der Präputialsack (Abb. 6 gelblich), der vier weitere Skelettelemente enthält, die teils abgerundet, teils zugespitzt sind. Von der Samenblase (in Abb. 6 pink) führt ein Samengang (Ductus ejaculatorius, in Abb. 6 rot) zur Penisbasis. Am Eintritt des Ductus ejaculatorius in den Penis durchläuft er ein Vesikel, dessen Wände aus einer dicken Schicht von Längsmuskeln gebildet sind (Abb. 6 Nr. 4). Nach einigen Schleifen tritt der Ductus ejaculatorius in die stärker sklerotisierte Virga (lat. Virga, virgae, Mehrzahl virgae, die Rute) ein (Abb. 6 Nr. 5). Das distale Ende der Virga ist spitz auslaufend und umschließt die Öffnung des Samengangs (Abb. 6 Nr. 2). Die Virga mündet jedoch nicht direkt in den Präputialsack (von lat. Praeputium, Vorhaut des Penis von lat. putare, schneiden). Dorsal des Präputialsacks liegt ein weiterer Hohlraum, in den die Virga mündet. Dieser Hohlraum ist möglicherweise das Rudiment eines zweiten Präputialsacks. Zwischen der Samenblase und dem Eintritt in die Penisbasis zeigt der Samengang eine blinde Abzweigung (Abb. 6 Nr. 3), die als Rudiment eines zweiten Samengangs gedeutet wird.
Der Ohrwurm Hemimerus talpoides liefert eine Übergangsform zu den Arten mit zwei Penes. Der Penis liegt zwischen zwei sklerotisierten Parameren, ist aber bei diesem Ohrwurm von zwei Samenleitern durchlaufen, die an der Spitze des Penis mit zwei getrennten Öffnungen münden.
Bei Anisolabis maritima (und allen Arten der Familien Pygidicranidae und Labiduridae) verwachsen die Endomeren nicht völlig, jedes der beiden Endomere bildet einen eigenen Penis aus, die beiden Penes sind nur an der Basis verwachsen. In jedem Penis liegt eine spiralig aufgewickelte Virga und an jedem Penis sitzt nahe der Spitze an der Außenseite nur eine Paramere. Die Parameren werden auch Seitenlappen (lateral lobe) des Penis, die Penisspitze als Innenlappen (medial lobe) oder Präpudialsack des Penis bezeichnet. Die Innenlappen sind häutig und ausstülpbar, die Außenlappen sklerotisiert. Die beiden Penes sind jedoch nur bedingt gleichberechtigt. Der eine verläuft gerade vom Körper weg und endet etwa auf halber Höhe der Paramere. Er wird als kopulationsbereiter Penis bezeichnet. Der andere Penis, der ruhende Penis, ist an der Spitze zum Körper hin zurückgebogen. Seine Paramere überragt ihn und befindet sich auf gleicher Höhe wie die Paramere des kopulationsbereiten Penis. Bei systematischen Untersuchungen wurde gezeigt, dass bei der Art Labidura riparia, die ebenfalls zwei Penes besitzt, zu 90 % der rechte Penis zur Besamung benutzt wurde, bei künstlicher Verstümmelung des rechten Penis jedoch ohne Funktionsbeschränkung der linke Penis benutzt werden kann. Bei der Art Eurobellia plebeja wurde gezeigt, dass bei der Kopulation die Spitze der Virga tief in die Spermakammer des Weibchens eindringt und nicht nur Sperma abgibt, sondern auch Sperma von früheren Begattungen durch andere Männchen teilweise aus der Spermakammer entfernt.
Es gibt auch Dermaptera mit vier Virgae und solche mit zwei Penes, von denen keiner nach vorn umgebogen ist. Die naheliegende Annahme, dass der Besitz von zwei Penes evolutorisch älter ist als das Vorhandenseins von nur einem Penis, und eine nur auf dem Bau der männlichen Geschlechtsorgane basierende Systematik der Dermaptera wäre vereinfachend. Die Untersuchung verschiedener Merkmale (umfassende Morphologie, Genetik, Verhalten) führt zu anderen Ergebnissen. So ist zum Beispiel umstritten, ob die hier als Zwischenglied präsentierte Gattung Hemimerus überhaupt zu den Dermaptera gerechnet werden kann.

### Schaben
|  | Abb. 7: Schabe Periplaneta sp. ♂ 8. und 9. Sternit, Styli, Cerci entfernt grün: Linke Phallomere mit den Teilen Acutolobus (Nr. 4),Pseudopenis (Nr. 1), Grumolobus (Nr. 3), und im Foto verdeckt: Acantholobus gelb: (rechte) ventrale Phallomere; blau: rechte (dorsale) Phallomere. Teilbild A: Teile der linken Phallomere, Stachelkugeln im Acantholobus (3. von links oben bei Vergrößerung gut sichtbar) Teilbild B: Teil rechte Phallomere Beschriftung nach Richard Fox |

Bei den Schaben entwickeln sich die männlichen äußeren Geschlechtsorgane ebenfalls aus vier Phallomeren. Diese stehen jedoch nicht nebeneinander und die inneren Phallomere entwickeln sich nicht zum Penis, sondern auf jeder Seite liegt eine Phallomere ventral, die andere dorsal, und sie entwickeln sich unsymmetrisch. Damit zeichnen die Schaben sich gegenüber allen anderen Insektenordnungen aus.
Bei der Amerikanischen Großschabe differenziert sich die rechte ventrale Phallomere (Abb. 7 gelb getönt) kaum. Sie bildet eine unsymmetrische Platte, bildet den Boden des Ausgangs des Ductus ejaculatorius und wird kurz als ventrale Phallomere bezeichnet. Die rechte dorsale Phallomere (Abb. 6 blau und Teilbild B) ist im entwickelten Zustand groß, flächig und mehrfach gefaltet. Ein Lappen endet in einer Zange, die an eine Krebsschere erinnert (in Abb. 7 Nr. 2). Ein weiterer Lappen endet in einem korkenzieherförmig gedrehten Dorn (in Abb. 7 B sind bei voller Vergrößerung Schere und Korkenzieher gut erkennbar, in der Gesamtansicht oben nur die Zange als Nr. 2 sichtbar, der Korkenzieher verdeckt). Diese Phallomere heißt kurz rechte Phallomere. Sie liegt zwischen Ductus ejaculatorius und dem Ausgang des Verdauungstraktes. Die linke dorsale und die linke ventrale Phallomere verwachsen zu einem stark differenzierten Komplex mit verschiedenen Komponenten. Man nennt den voll entwickelten Komplex kurz linke Phallomere, seine Komponenten heißen Acutolobus, Acantholobus, Grumolobus und Pseudopenis (Abb. 7 grün, der Acantholobus ist verdeckt). Die einzelnen Teile sind in Abb. 7 A dargestellt. Die linke und rechte Phallomere bilden zusammen den Begattungsapparat. Die Phallomeren werden sichtbar, wenn man das 8. und 9. Sternit entfernt. Die Übertragung des Spermas geschieht mittels Spermatophoren.
Die anderen Gattungen der Ordnung können einen stark abweichenden Bau der Geschlechtsorgane zeigen. Sie bilden jedoch alle keinen Aedeagus aus.

### Käfer
| | Abb. 9 Abb. 10 Abb. 11 |
| Abb. 8: einfach gebauter Aedeagus eines Käfers aus der Gattung Ampedus, rechte Bildhälfte getönt: rot: Penis, braun: Phallobasis, grün: Paramere |                        |
| Abb. 9 bis 11: Genitalien des Hirschkäfermännchens: Der Aede- agus (Abb. 10) ruht in einer Tasche (Abb. 9) und umschließt größtenteils den Penis (Abb. 11). In Abb. 10 und 11 sind jeweils die linke Organhälfte teilweise getönt; blau: Phallobasis; grün: Paramere (lateral lobe bei Sharp/Muir); rot: sklerotisierter Teil des Penis (median lobe bei Sharp/Muir, Aedeagus bei Snodgrass); gelb: häutiger Teil des Penis, Präputialsack, in Abb. 11 Ausdehnung während der Kopulation nach Sharp/Muir; schwarz: Apodem, in Abb. 10 gestrichelt, da durch Gewebereste nur der Umriss erkennbar; A Apodem; E: Samengang (Ductus ejaculatorius); F: Flagellum |                        |

In der Koleopterologie wird traditionell der Begriff Aedoeagus für den gesamten Phalluskomplex verwendet. Die im Sinn von Snodgrass als Aedeagus bezeichnete Komponente des Phalluskomplexes wird Penis genannt. Diese Sprachregelung wird auch in diesem Abschnitt beibehalten. Der Ausdruck Phallobasis wird seltener verwendet, da der Bau der Phallobasis in der Regel keinen diagnostischen Wert hat. In Zeichnungen werden gewöhnlich nur die für die Genitaluntersuchung interessanten sklerotisierten Teile des Phalluskomplexes mit Aedoeagus bezeichnet.
Die Parameren dienen als Tast, Reiz- oder Haftorgan. Sie können auch asymmetrisch, rudimentär oder miteinander verwachsen sein. An der Spitze des Penis liegt häufig ein Präputialsack, der ausstülpbar ist. Er kann dabei möglicherweise so anschwellen, dass er sich in der Vagina des Weibchens verankert. Auch Zähnchen, Höcker oder Borsten können den Halt des Penis in der Vagina verbessern. Eine Virga (Praepenis) kann vorhanden sein. Ist sie besonders lang, wird sie Flagellum genannt. Auch die Phallusbasis kann mannigfaltig gestaltet sein.
Abb. 8 zeigt das Beispiel eines einfach gebauten Aedeagus eines Käfers aus der Gattung Ampedus, die zu den Schnellkäfern gehört. Die Abbildungen 9 bis 11 zeigen die kompliziert aufgebauten Genitalien eines männlichen Hirschkäfers. Bei ihm liegt der Aedeagus in einer deutlich sklerotisierten Tasche (Abb. 9 dorsal und ventral). In der rechts dargestellten Ansicht dieser Tasche scheint im unteren Bereich die löffelartig geöffnete Phallobasis des Aedeagus durch. Die Parameren (in Abb. 10 linke Organhälfte grün getönt) sind kurz und kräftig, zwischen den Parameren ist der sklerotisierte Teil des Penis sichtbar. Der Penis selbst (Abb. 11) enthält zwei spangenförmige Sklerite (in Abb. 11 schwarz, in Abb. 10 durchscheinend, schwarz gestrichelt) an denen Muskulatur ansetzt. Der Penis ist überwiegend häutig, die linke Hälfte des sklerotisierten Teils ist in Abb. 10 und 11 rot getönt. Bei der Kopulation wird das Vorderende des Penis, der Präputialsack, ausgestülpt. Dies ist in Abb. 11 auf der linken Organhälfte gelb umrandet dargestellt, die rechte Organhälfte zeigt die Ausdehnung des Präpudialsacks in Ruhestellung. Durch den Penis und den Präputialsack verläuft der Ductus ejaculatorius, umgeben von einem dünnen Schlauch, der gemeinsam mit der Öffnung des Ductus ejaculatorius endet und Flagellum genannt wird. Bei voller Vergrößerung ist in manchen Bereichen, etwa wo sich gegen Ende eine Schlinge überlagert, deutlich erkennbar, dass der Ductus ejaculatorius nicht identisch mit dem Flagellum ist, sondern innerhalb von diesem verläuft.
Bei den Schwammkäfern sind die Parameren mit der Phallobasis zu einer Paramerenplatte verwachsen, die auf beiden Seiten umgebogen ist und die den Penis mehr oder weniger umschließt. Da diese Platte den Penis abdeckt, wird sie im englischsprachigen Raum auch als Tegmen bezeichnet (von lat. tegere, bedecken). In Bestimmungsbüchern ist möglicherweise nur die Paramerenplatte abgebildet und mit Aodoeagus beschriftet.

### Wanzen, Zikaden

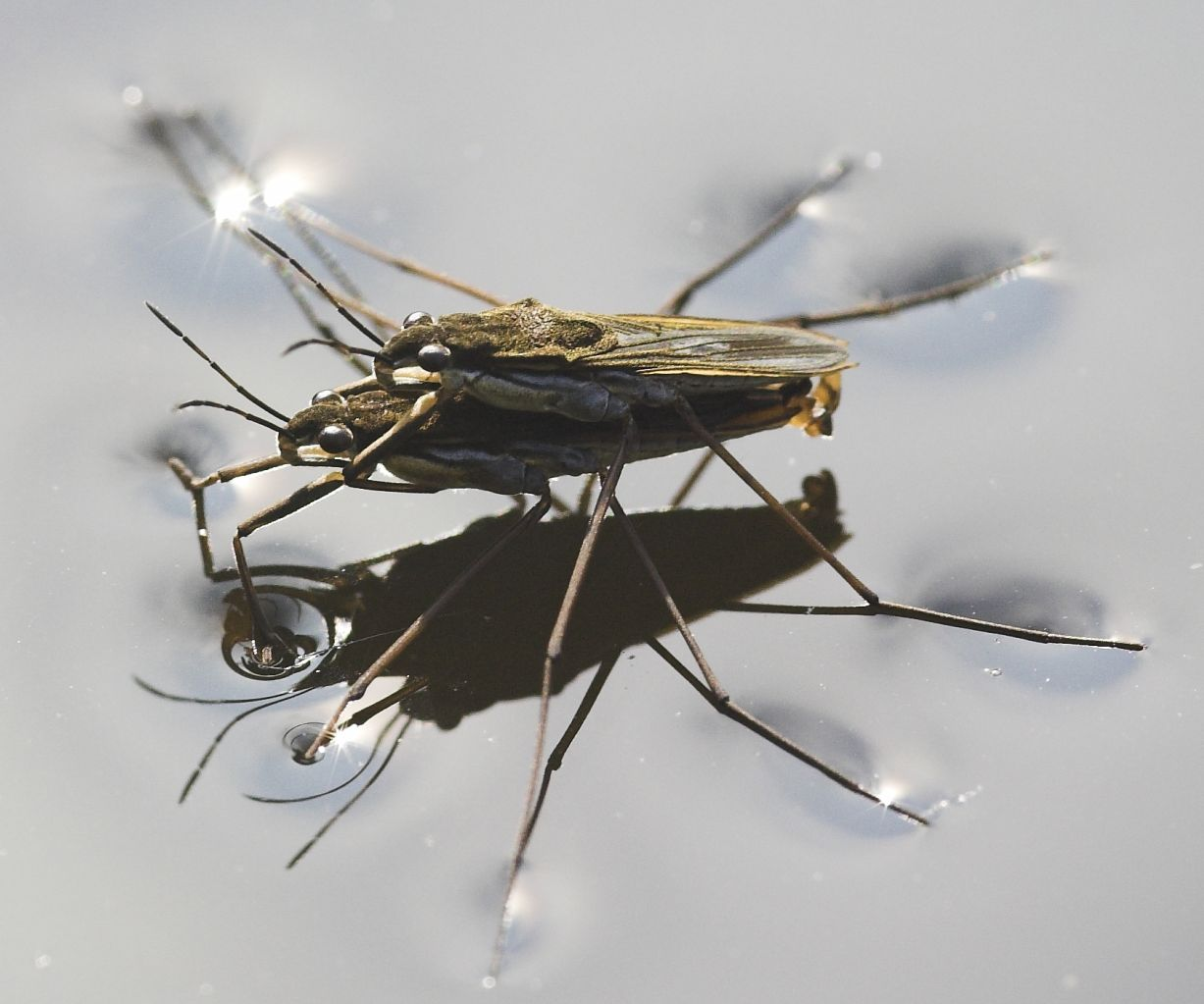
Abb. 12: Wasserläufer bei der Paarung, Aedeagus mehrteilig mit häutigen und sklerotisierten Abschnitten

Bei den Wanzen findet man bezüglich der Begattung mehrere Besonderheiten. So gibt es Wanzen, die den Samen nicht direkt in den weiblichen Geschlechtstrakt einbringen. Die Männchen stechen die Körperseite des Weibchens im Bereich eines dafür vorgesehenen Gewebes an und setzen dort den Samen ab.
Bei der Bettwanze sind in den Larvenstadien noch deutlich neben dem Aedoeagus auf beiden Seiten spiegelbildlich die Parameren erkennbar, dann bricht jedoch die Entwicklung der rechten Paramere ab und gegen Ende des letzten Larvenstadiums bildet sich nur die linke Paramere zu einem spitz endenden Stechorgan um, mit dem das adulte Männchen das Weibchen anstechen kann. In die dadurch entstandene Körperöffnung wird mit dem Aedoeagus ein Spermapaket eingeführt.
Bei den Wasserläufern haben die gewaltsamen Begattungsversuche der Männchen dazu geführt, dass in einer Art Coevolution sich bei den Weibchen morphologische Merkmale der Genitalien herausgebildet haben, die das Eindringen des Penis erschweren. Bei den Männchen wiederum wird der Penis evolutorisch so umgebildet, dass diese Erschwernisse umgangen werden.
In Abb. 12 kann man deutlich erkennen, dass der Penis beim Wasserläufer aus häutigen und sklerotisierten Abschnitten besteht. Zwischen Pygophor und Proctiger wird der häutige Penis aus dem Körper gestülpt. Es folgt ein basaler Sklerit und auf gleicher Höhe eine kleine Paramere. Distal durchläuft der Penis danach die sklerotisierte Phallothek. Im abschließenden stark unsymmetrischen zweilappigen Präputialsack (Vesica) befindet sich ein dorsaler, eine ventraler und ein lateraler Sklerit. Eine Zeichnung dazu findet sich im Internet.

### Heuschrecken
| | |
| Abb. 13: Hinterleibsende der Heuschrecke Melanoplus diffe- rentialis ♂, links seitlich, rechts von oben, teilweise koloriert pink: Cerci, grünblau: Pallium, gelb: Paraprokt, gelbgrün: Epi- prokt, Supraanalplatte, blau: Subgenitalplatte, braun: Furcula | |
| | Abb. 14: Sklerite des Aedeagus von Melanoplus differentialis Quellen für Abb. 13, 14: Fotos, Schemata: |

Bei den Heuschreckenmännchen mündet der Verdauungstrakt unter der Supraanalplatte (in Abb. 13 gelbgrün, von lat. supra, 'über' und anal, 'zum After gehörig') die auch Epiprokt genannt wird (von gr. επι epi 'auf', 'bei' und πρωκτός proktós, 'Steiß'). Der Supraanalplatte gegenüber auf der Bauchseite befindet sich die Subgenitalplatte (in Abb. 13 blau, von lat. sub 'unter' und genital, 'zum Geschlecht gehörend'). Die Subgenitalplatte ist bei den Männchen vieler Kurzfühlerschrecken am Körperende nach oben hochgezogen und oben durch eine Membran, das Pallium (in Abb. 13 grünblau, von lat. pallium, 'Hülle', 'Oberkleid') abgeschlossen. Der Phalluskomplex liegt unter dem Pallium und wird häufig als inneres Geschlechtsorgan bezeichnet. Teilweise werden Epi-, Ekto- und Endophallus unterschieden. Das Wort Aedeagus wird sowohl als Synonym für Penis gebraucht als auch auf die sklerotisierten Elemente beschränkt (Abb. 14). Beispiele für Bilder des Aedeagus der Gattung Melanoplus lassen sich im Internet leicht finden.

### Fliegen
| | |
| Abb. 15: Schema der Genitalien einer hypothetischen, besonders einfach gebauten männlichen Mücke (Nematocera), teilweise koloriert a seitlich, b von unten gesehen (ventral), c: Aufsicht (dorsal); braun: ep (Epandrium): Tergit und ip (Hypandrium) Sternit des 9. Abdominalsegments; grün: Gonopode mit gnx (Gonocoxit) und gns (Gonostyl) rot: Aedeagus ed; blaugrün: Parameren pm; a gx: Apodeme der gnx, ci: Cerci, eprc: Epiprokt, iprc: Hypoprokt, p gx: Brücke, über die die Gonocoxiten miteinander verwachsen sind, v: Spermabehälter (en. sperm sac); Schemata von Giancarlo Dessì, Orientierung und Färbung geändert | |
| | Abb. 16: Trichocera annulata ♂ dorsal, Analkegel entfernt, linke Paramere geknickt rechte Bildhälfte teilweise koloriert grün: Gonopode, blaugrün: Parameren; 1 Flügelplatte 2 cranialer Fortsatz, rot: Endophallus mit 3: Öffnung ventral 4 rot: Ductus ejaculatorius Erklärungen siehe Text; Foto von Janet Graham Ergänzungen nach Neumann |

Nach Snodgrass entwickeln sich bei den männlichen Fliegen die beiden äußeren Phallomeren, die Parameren, zu den gewöhnlich zweigliedrigen äußeren Anhängen (in Abb. 15 und 16 gelbgrün) am Körperende. Diese Ansicht ist jedoch nicht unwidersprochen. Die ältere Ansicht, dass es sich bei diesen Anhängen um abgewandelte Gliedmaßen handelt, kommt in den traditionellen Namen zum Ausdruck. Diese Anhänge werden Gonopoden oder Genitalfüße genannt. Bei vielen Arten sind die Gonopoden zweigliedrig, das Basalglied heißt Gonocoxit (Basistylus), das Endglied Gonostylus (Dististylus) (von gr. γονή gone 'Erzeugung', auch 'Geschlecht', πούς, ποδός pōūs, podós 'Fuß', lat. coxa, 'Hüfte' und gr. στύλος, stýlos 'Säule'). In Abb. 15 sind schematisch die Genitalien einer hypothetischen, besonders einfach gebauten Mücke (Nematocera) in seitlicher, ventraler und dorsaler Ansicht dargestellt. Abb. 16 zeigt als Beispiel die Genitalien der Wintermücke Trichocera annulata. Bei ihr haben die Gonopoden einen mächtigen, hornförmigen Fortsatz nahe der Basis. Die Fortsätze der beiden Gonopoden zeigen aufeinander zu, sind aber nicht wie bei der hypothetischen Nematocere miteinander verwachsen. Die schilfblattähnlich am Körperende nach außen ragenden Parameren (in Abb. 15 und 16 blaugrün) werden gewöhnlich zum Aedeagus oder Phallusapparat gerechnet. Die Parameren haben bei Trichocera zwei Fortsätze. Der eine zeigt ins Innere des Abdomens hinein und wird als cranialer (zum Kopf hin orientierter, von gr. κρανίον, kranion für Scheitel des Kopfes, Hirnschale) Abschnitt oder als basales Apodem bezeichnet (in Abb. 16 rechts verdeckt, mit 2 gekennzeichnet und blaugrün gestrichelt umrandet). Ein zweiter Fortsatz (in Abb. 16 rechts mit 1 gekennzeichnet und etwas dunkler blaugrün getönt) ist breit blattförmig und verläuft zuerst zum Rücken aufsteigend und dann in Richtung des Körperendes kippend. Dieser Fortsatz wird Flügelplatte oder laterales Apodem genannt. Die Flügelplatten der beiden Seiten sind miteinander verwachsen und an den Außenecken sind sie mit einem Zapfen an der Basis der Gonopoden verbunden. Die basalen Apodeme umfassen an ihrer Basis den Endophallus (in Abb. 16 rot, der verdeckte Umriss rot gepunktet). Er kann nicht ausgestülpt werden und hat die Form einer Birne, das schmalere Ende zum Körperende zeigend. Dort liegt auch, nach unten abknickend, die Öffnung des Endophallus (Abb. 16 rote 3). Der Ductus ejaculatorius (Abb. 16 rote 4) mündet mit einer blasenartigen Verdickung von oben in den breitesten Teil des Endophallus.
Bei den Fliegen sind gewöhnlich durch Drehungen oder Einrollungen des Hinterleibsendes während der Entwicklung die Lagebeziehungen wesentlich komplizierter als in Abb. 15 und 16 dargestellt. Bereits bei den Mücken findet man häufig, dass im Bereich der Genitalien die Tergite durch eine 180°-Drehung auf die Bauchseite zu liegen kommen, die Bauchplatten aber auf dem Rücken zu finden sind. Auch Drehungen um 90° und Vertauschungen von caudal und cranial sind nicht selten.
Der Samen wird bei den Fliegen in Form frei beweglicher Spermatozyten oder in Form von gallertartigen Paketen (Spermatophoren) übertragen. Im zweiten Fall ist der Aedeagus beutelartig, größtenteils häutig und nicht dehnbar. Der Aedeagus kann auch stark oder völlig reduziert sein. Meist ist er kompliziert gebaut und wird Phallus genannt. Häufig liefert er die besten Unterscheidungsmöglichkeiten für die Artbestimmung. Der Phallus ist gewöhnlich mit einer oder mehreren sklerotisierten Platten und Anhängen versehen. Er kann in einer Tasche (en. aedeagal sheath) liegen, welche aus Elementen verschiedener Herkunft gebildet sein kann. Bei der Beschreibung des Phallus werden häufig drei Abschnitte des Phallus unterschieden, der Basi(s)phallus (Theca), der Distiphallus (Juxta, Phallus) und der Endophallus.
Der Endophallus besteht aus membranösen Röhren (im typischen Fall nur eine), durch die der Samen durch den Basi(s)phallus bis zur Spitze des Distiphallus und möglicherweise durch Ausstülpung bis in die weiblichen Geschlechtsorgane geleitet wird.
Der Basi(s)phallus ist der sklerotisierte basale Teil. Es können Apodeme ausgebildet sein, die eine einfache Tragplatte oder auch eine V- oder Y-förmige Spange bilden. In Verbindung mit Muskulatur kann eine Spermapumpe ausgebildet sein. Diese kann das Sperma nach außen drücken oder auch den Aedeagus verlängern. Außerdem kann der Basi(s)phallus einen dornartigen Epiphallus tragen. Der Basi(s)phallus kann auch lang und gewunden sein.
Der Distiphallus ist ein abgesetzter distaler Abschnitt, der hauptsächlich bei höheren Fliegenfamilien als Merkmalsträger benutzt wird. Aber auch bei einigen primitiven Familien kann er Besonderheiten zeigen, beispielsweise dreiästig ausgebildet sein. Jeder Ast endet mit einer Öffnung, das weibliche Geschlecht besitzt drei entsprechende Öffnungen der Spermathek. Bei den Bremsen ist der Distiphallus auch dreiästig, aber nur über den mittleren Ast wird Sperma übertragen. Andrerseits kann der Distiphallus in einem Akrophallus enden, der beispielsweise die Form einer Eichel (glans) hat.
Gelegentlich werden auch noch Meso- und Hypophallus unterschieden.

### Schmetterlinge
| Abb. 17 und 18 b, c teilweise koloriert; braun: 9. Abdominalsegment (Tegumen und Vinculum); grün: Valven; rot: Penis;                                     |
| Abb. 17: Schematische Darstellung des Genitalapparates bei männlichen Schmetterlingen, Kombination von Längsschnitt und Seitenansicht nach Savita Murmure |
| Abb. 18: Genitalien von Neopalpa neonata a ventral, b lateral, c ausgebreitet dorsal ohne Penis, d Penis lateral nach Vazrick Nazari                      |

Bei den Schmetterlingen entfernen sich während der Entwicklung der männlichen Geschlechtsorgane die äußeren Phallomeren (Parameren) von den inneren Phallomeren (Endomeren). Die Parameren entwickeln sich zu den Valven (Einzahl Valva oder Harpago, deutsch Valve oder Harpe). Die Valven sind voneinander getrennt oder an der Basis miteinander verwachsen. Die Endomeren verwachsen und differenzieren sich weiter zum Penis.
Innerhalb der Schmetterlinge sind die Benennungen besonders uneinheitlich. Eyer stellt in der Einleitung seiner Thesis drei unterschiedliche Traditionen für die Benennungen einander gegenüber. Da einer der frühen Autoren den Ductus ejaculatorios im Bereich seines Verlaufs durch den Aedeagus als Penis benennt, kann man in alten Texten beispielsweise die Formulierung finden, dass der Penis im Innern des Aedeagus verlaufe.
Die Anordnung der mit dem äußeren männlichen Geschlechtsapparat in Verbindung stehenden Teile ist schematisch in Abb. 17 dargestellt. Die Abbildung kombiniert einen nicht medianen dorsal-ventralen Längsschnitt (Sagittalschnitt) mit der teilweisen Sicht auf beide Seiten des Hinterleibsendes. Das stark reduzierte neunte Abdominalsegment (in Abb. 17 und 18 c braun) liefert den Rahmen des Geschlechtsapparates. Der dorsal liegende Teil dieses Segmentes wird in der Lepidopterologie Tegumen genannt, der ventral liegende Teil Vinculum. Tegumen und Vinculum sind seitlich miteinander verwachsen (beispielsweise in Abb. 17) oder durch ein Gelenk miteinander verbunden (beispielsweise in Abb. 18). Am hinteren Rand des Tegumens sitzen verschiedene Anhänge. Uncus und Gnathos sind von der Entwicklung her Reste des zehnten Tergits, der Socius ist ein Anhang des neunten Tergits. Die Valven (in Abb. grün) sind an der Basis miteinander verwachsen, oder fest oder mit einem Gelenk mit der Juxta verbunden. Sie können ebenfalls Anhänge tragen (Clasper, Ampulla, Editum, Sacculus, Clavus, …).
Der basale Teil des Penis liegt bei den Schmetterlingen in einer Tasche. Die Tasche kann durch eine sklerotisierte Platte nach hinten abgeschlossen sein. In dieser Platte befindet sich eine runde Öffnung, durch die der Penis aus der Tasche herausragt. Diese Öffnung erinnert an einen Ring und wird deswegen als Anellus (lat. kleiner Ring, in Abb. 17 symbolisch als halbierter grauer Ring dargestellt) bezeichnet. Der Anellus kann mit den Basen der Valven verwachsen sein, beispielsweise bei Digugua argentilinea Statt einer sklerotisierten Struktur kann die Tasche auch durch eine kappenförmige Hautfalte nach hinten abgeschlossen sein, die den Penis umschließt. Diese Hautfalte wird ebenfalls als Anellus bezeichnet, auch wenn sie sehr zart ausgebildet ist wie beispielsweise bei Paratischeria. Man findet deswegen auch Schemata, bei denen sich der Anellus trichterförmig um das Mittelstück des Penis stülpt. Der Anellus ist meist mit einer Juxta (von lat. juxta, dicht daneben, in Abb. 17 lila als angeschnittene Gabel dargestellt) verwachsen beziehungsweise Teil der Juxta, die dann den Penis abstützt.
Traditionell wird das spermaübertragende Organ der Schmetterlinge als Aedeagus bezeichnet. Kristensen betont jedoch, dass bei den meisten Schmetterlingen kein Aedeagus im strengen Sinn ausgebildet ist. Nur aus der Familie Agatiphagidae ist bekannt, dass der basale Teil eines Aedeagus in einer Phallobasis steckt, wobei die Basis des Aedeagus häutig mit der Spitze der Phallobasis verbunden ist. Während der Kopulation wird durch den Druck der Haemolymphe der Aedeagus und der verbindende häutige Abschnitt (Endophallus) aus der Phallobasis herausgedrückt. Durch Muskeln kann der Aedeagus wieder in die Phallobasis zurückgezogen werden. Dies wird als primitive Form interpretiert. Für die anderen Schmetterlinge allgemein schlägt Kristensen von den alternativen Begriffen Penis und Phallus den Gebrauch des Wortes Phallus für das spermaübertragende Organ vor. Der Phallus oder Penis besteht aus einer sklerotisierten Röhre, an deren Spitze sich ein ausstülpbarer Präpudialsack befindet, der Vesica (lat. Blase) genannt wird. Die im Prinzip häutige Vesica ist häufig mit Dornen und sklerotisierten Teilen versehen, die ihre Entsprechungen im Bau der weiblichen Geschlechtsorgane finden.
Ein basaler, etwas knollig erweiterter Fortsatz des Penis wird als Caecum oder Caecum Penis bezeichnet. Abb. 18 zeigt die Ausformung der äußeren männlichen Genitalien beim Schmetterling Neopalpa neonata.
Innerhalb der Schmetterlinge variieren die männlichen Genitalien derart, dass viele Strukturen nur in einzelnen systematischen Gruppen auftreten und Kristensen für verschiedene systematische Gruppen getrennt ihren Aufbau beschreibt.
Einen Eindruck der Vielgestaltigkeit der Genitalien bei den Schmetterlingen vermitteln die Bilder in Commons.

### Bienen, Ameisen
|  | Abb. 19: Hummel Bombus balteatus ♂, rechte Bildhälfte entfärbt und getönt; blau: Gonobasis, grün: Gonopod mit blassgrün: Goncoxa, mittelgrün: Squa- ma, grasgrün: Gonostyl, rot: Aedeagus und Apodeme, blassrot: Sagitta, Penisvalve, dunkelrot: Phallus nach einem Foto von A. Staverløkk Norsk institutt for naturforskning |

Bei den Hautflüglern (Hymenoptera) entwickeln sich die Parameren der Phallomeren zu länglichen Hüllen, die gewöhnlich Gonopoden (sprachliche Erklärung siehe Abschnitt Fliegen) genannt werden. Sind die Gonopoden zweigliedrig, heißt das Basisglied Gonocoxa (auch Stipes, von lat. Baumstamm) und das Endglied Gonostylus (auch Lacinia, von lat. Zipfel an einem Kleid). Zwischen Gonocoxa und Gonostylus kann eine weitere Platte liegen, die Squama (lat. Schuppe) genannt wird. Die Gonopoden sind mit dem Aedeagus an der Basis verwachsen. Die Basis bildet auf der Ventralseite eine ringförmige Struktur, die Gonobasis. Bei dorsaler Ansicht wie in Abb. 19 verdeckt die hochgezogene Seite der Gonobasis ihre Ringstruktur. Zwischen Gonopoden und Aedeagus befindet sich ein zangenartiges Organ, die Volsella (lat. kleine Zange). Diese ist jedoch nicht bei allen Familien ausgebildet, beispielsweise fehlt sie bei den Bienen und Hummeln (Abb. 19). In der Wand des Aedeagus bilden sich Sklerite, die sich bei einigen Gattungen während der Entwicklung aus dem Aedeagus lösen können. Sie heißen dann Sagittae (Einzahl Sagitta, lat. der Pfeil der Waffe Pfeil und Bogen). Die Sagittae werden auch als Penisvalven bezeichnet, der Aedeagus ohne Sagittae wird gewöhnlich Phallus genannt.
Wie unterschiedlich innerhalb einer Gattung der männliche äußere Geschlechtsapparat bei verschiedenen Arten ausgebildet sein kann,
sei bei der Gattung Bombus gezeigt.

## Übertragene Verwendung
Als Muggeseggele (Stubenfliegen-Aedeagus auf schwäbisch) wird eine sehr kleine Dimension im schwäbischen Dialekt angesprochen. Das ähnliche konstruierte englische gnats cock (engl. gnat für Moskito) ist deutlich slanghafter. Der Aedeagus einer Stubenfliege (das Muggeseggele) kommt laut Messungen eines Entomologen vom Stuttgarter Naturkundemuseum auf etwa 0,22 Millimeter.